# Sherwin B. Nuland
Sherwin Nuland (Bronx, 8 dicembre 1930 – Hamden, 3 marzo 2014) è stato un chirurgo e scrittore statunitense.
Fu inoltre insegnante di bioetica e medicina alla University School of Medicine di Yale, dove aveva conseguito la laurea in medicina. Fu autore di How We Die (Come moriamo), vincitore del National Book Award. Scrisse articoli per The New Yorker, The New York Times, The New Republic, Time e per la New York Review of Books.

## Biografia
Nuland nacque nel Bronx, New York City, nel dicembre del 1930, figlio di genitori ebrei immigrati, Meyer e Vitsche Nudelman. Sebbene cresciuto in una famiglia ebrea ortodossa, Sherwin si considerava agnostico pur frequentando la sinagoga.
Sherwin si laureò alla New York University e alla School of Medicine di Yale, dove completò anche un internato (Medicine Residency) in chirurgia. Visse a lungo in Connecticut con la sua seconda moglie Sarah. Ebbe quattro figli, due dal primo matrimonio, due dal secondo: era padre di Victoria Nuland,  ambasciatrice degli U.S.A. alla NATO.
Nel 2001, alla conferenza del TED, resa pubblica solo nell'ottobre del 2007, Nuland parlò della sua grave depressione e dei suoi pensieri ossessivi, risalenti all'inizio degli anni settanta, probabilmente provocati dalla sua infanzia difficile e dalla fine del suo primo matrimonio. Poiché il trattamento farmacologico non aveva dato risultati, era stata programmata una lobotomia, ma il suo medico curante suggerì invece una Terapia elettroconvulsivante, che lo portò alla guarigione definitiva.
Nuland morì di cancro alla prostata il 3 marzo 2014, nella propria casa.

## Vita privata
Visse a lungo in Connecticut con la sua seconda moglie Sarah. Ebbe quattro figli, due dal primo matrimonio, due dal secondo: era padre di Victoria Nuland,  ambasciatrice degli U.S.A. alla NATO.

## Libri
- I figli di Ippocrate. Storia della medicina, dagli antichi greci ai trapianti d'organo (Doctors: The Biography of Medicine, 1988), traduzione di P. Frezza Pavese, Milano, Arnoldo Mondadori Editore, 1992. - Collana Oscar Saggi, Mondadori, 1994; Collana Oscar Storia n.343, Mondadori, 2004-2020.
- Medicine: The Art of Healing, New York, Hugh Lauter Levin Associates, Inc.: Distributed by Macmillan, 1992, ISBN 0-88363-292-6.
- Come moriamo. Riflessioni sull'ultimo capitolo della vita (How We Die: Reflections on Life's Final Chapter, 1994), Collana Saggi, Milano, Mondadori, 1995.
- La saggezza del corpo. Il miracoloso e sorprendente universo che è dentro di noi (The Wisdom of the Body[2], 1997), traduzione di Laura Serra, Collana Saggi, Milano, Mondadori, 1997, ISBN 978-88-044-0802-4.
- Leonardo Da Vinci (Penguin Lives), New York: Viking, 2000, ISBN 0-670-89391-9.
- I misteri del corpo (The Mysteries Within: A Surgeon Explores Myth, Medicine, and the Human Body, 2000), Collana Saggi, Milano, Mondadori, 2001, ISBN 978-88-044-8986-3.
- Davanti alla morte. Medici e pazienti, traduzione di S. Liberatore, Collana Lezioni italiane n.22, Roma-Bari, Laterza, 2002, ISBN 978-88-420-6658-3.
- Il morbo dei dottori. La strana storia di Ignác Semmelweis (The Doctors' Plague: Germs, Childbed Fever and the Strange Story of Ignac Semmelweis, 2003), traduzione di G. Picco, Collana Le grandi scoperte, Codice, 2004, ISBN 978-88-757-8006-7.
- Lost in America: A Journey with My Father, New York: Knopf: Distributed by Random House, 2003, ISBN 0-375-41294-8.
- Maimonides (Jewish Encounters), New York: Nextbook: Schocken, 2005, ISBN 0-8052-4200-7.
- The Art of Aging: A Doctor's Prescription for Well-Being, New York: Random House, 2007, ISBN 1-4000-6477-5.
- The Uncertain Art: Thoughts on a Life in Medicine, New York: Random House, 2008, ISBN 1-4000-6478-3.
- The Soul of Medicine: Tales from the Bedside, New York: Kaplan Publishing, 2009, ISBN 1-60714-055-1.